# St. Johannes der Täufer (Mehring)

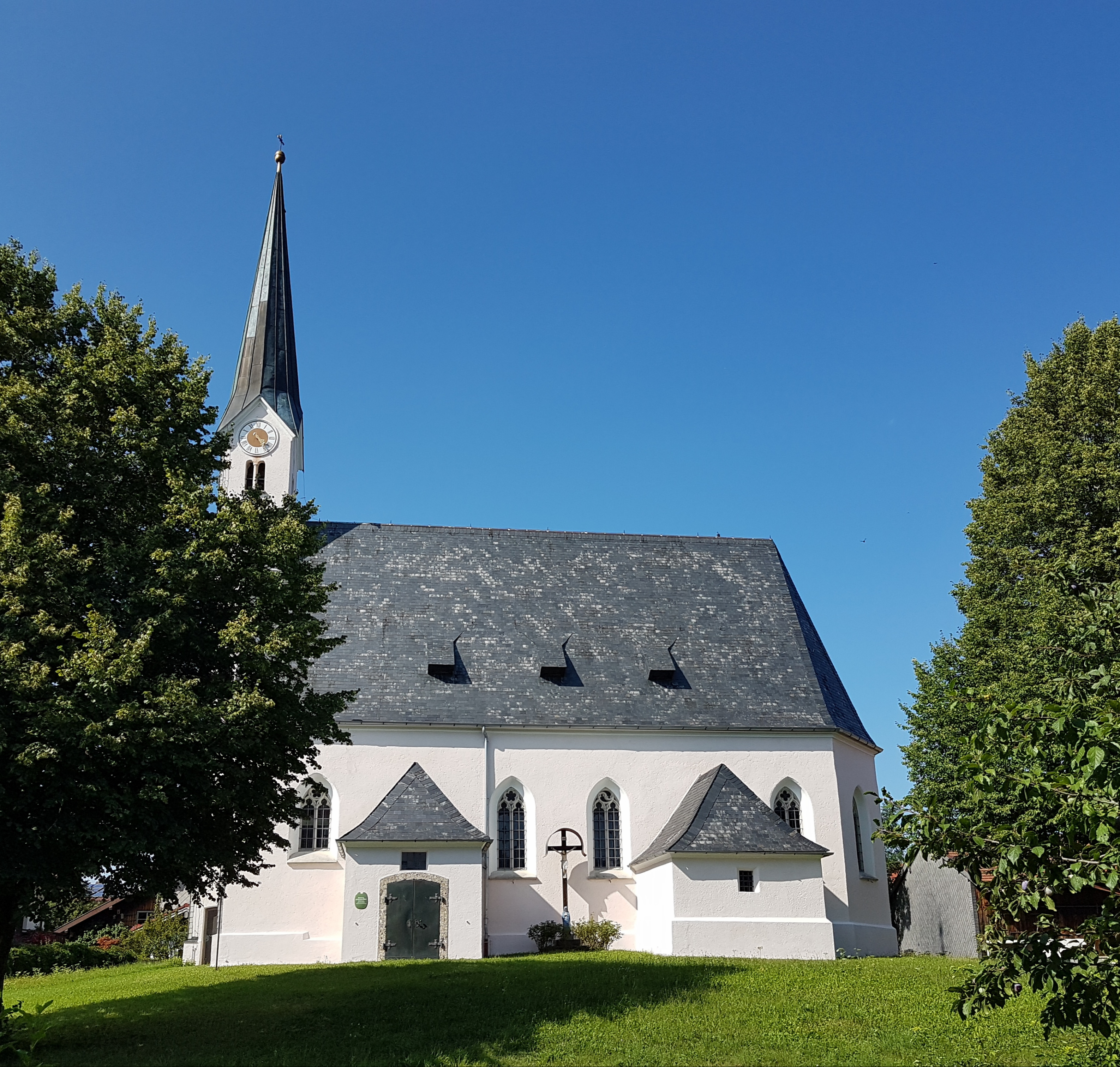
St. Johannes der Täufer (Mehring)

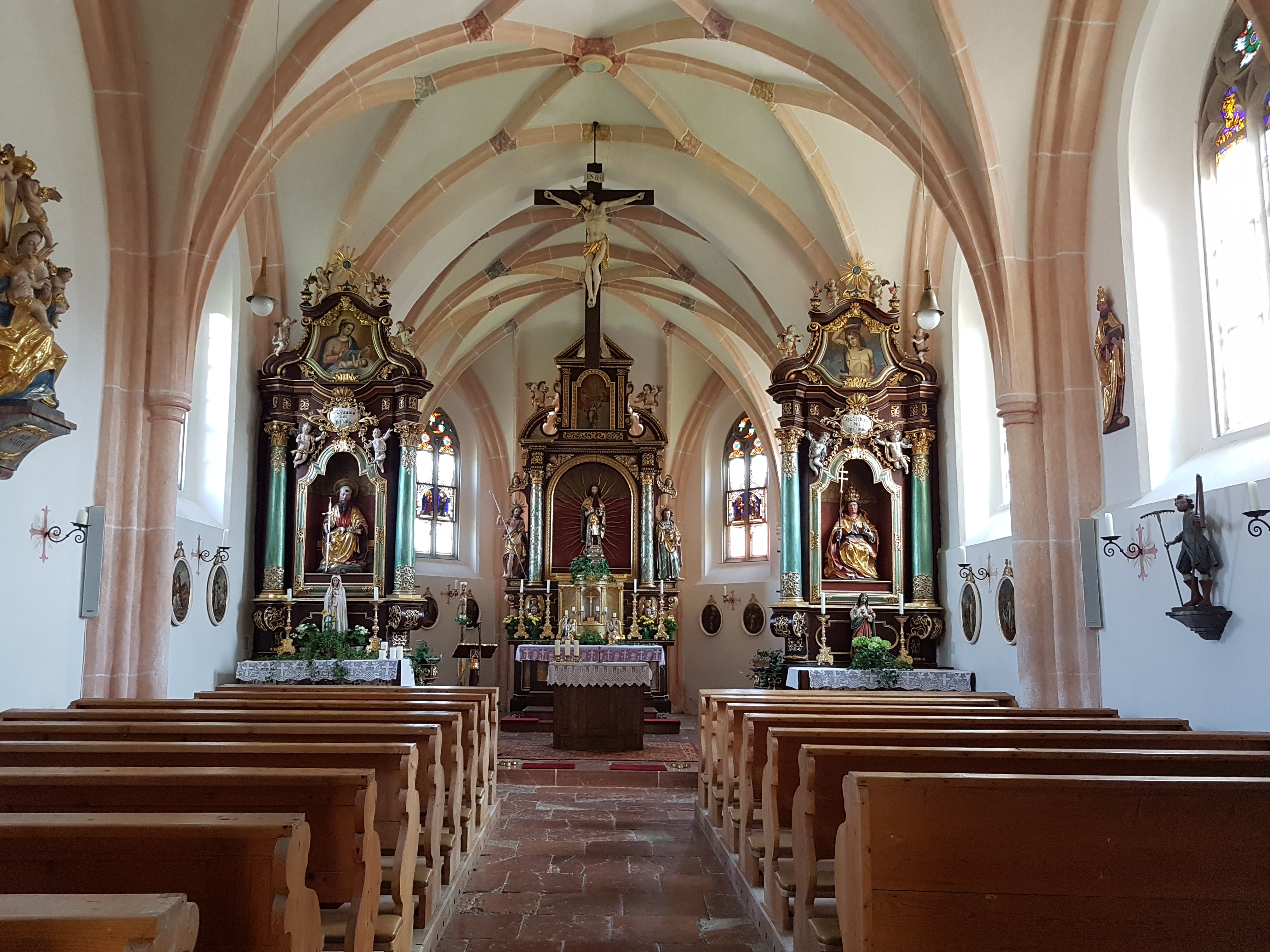
Innenansicht

Die römisch-katholische Filialkirche St. Johannes der Täufer in Mehring gehört zur Pfarrei und Gemeinde Teisendorf im Landkreis Berchtesgadener Land. Der spätgotische Bau wurde um 1420 errichtet.

## Geschichte
Mit dem Bau der Kirche, die auf den Grundmauern eines romanischen Vorgängerbauwerks steht, wurde wohl vor 1420 begonnen. Geweiht wurde das Gotteshaus am 28. August 1424. Einen Sakristeianbau erhielt die Kirche im Jahr 1615, und in der Mitte des 18. Jahrhunderts kam eine Frührokokoausstattung hinzu. Der Kirchenbrand vom 16. Juni 1951 fügte dem Turm und dem Langhaus schwere Schäden zu, die Ausstattung blieb dabei fast unversehrt. Die letzte Renovierung fand 1991/92 statt.

## Beschreibung
Die einschiffige Saalkirche gliedert sich in ein vierjochiges Langhaus und in einen nicht eingezogenen zweijochigen Chor mit Dreiachtelschluss. Der schlanke in die Westwand eingestellte Kirchturm besitzt einen hohen Spitzhelm. Das östliche Maßwerkfenster ist original gotisch, die übrigen wurden neugotisch ergänzt. Südlich befinden sich die in der Spätrenaissance angebaute Sakristei und das zeitgleiche Vorzeichen.

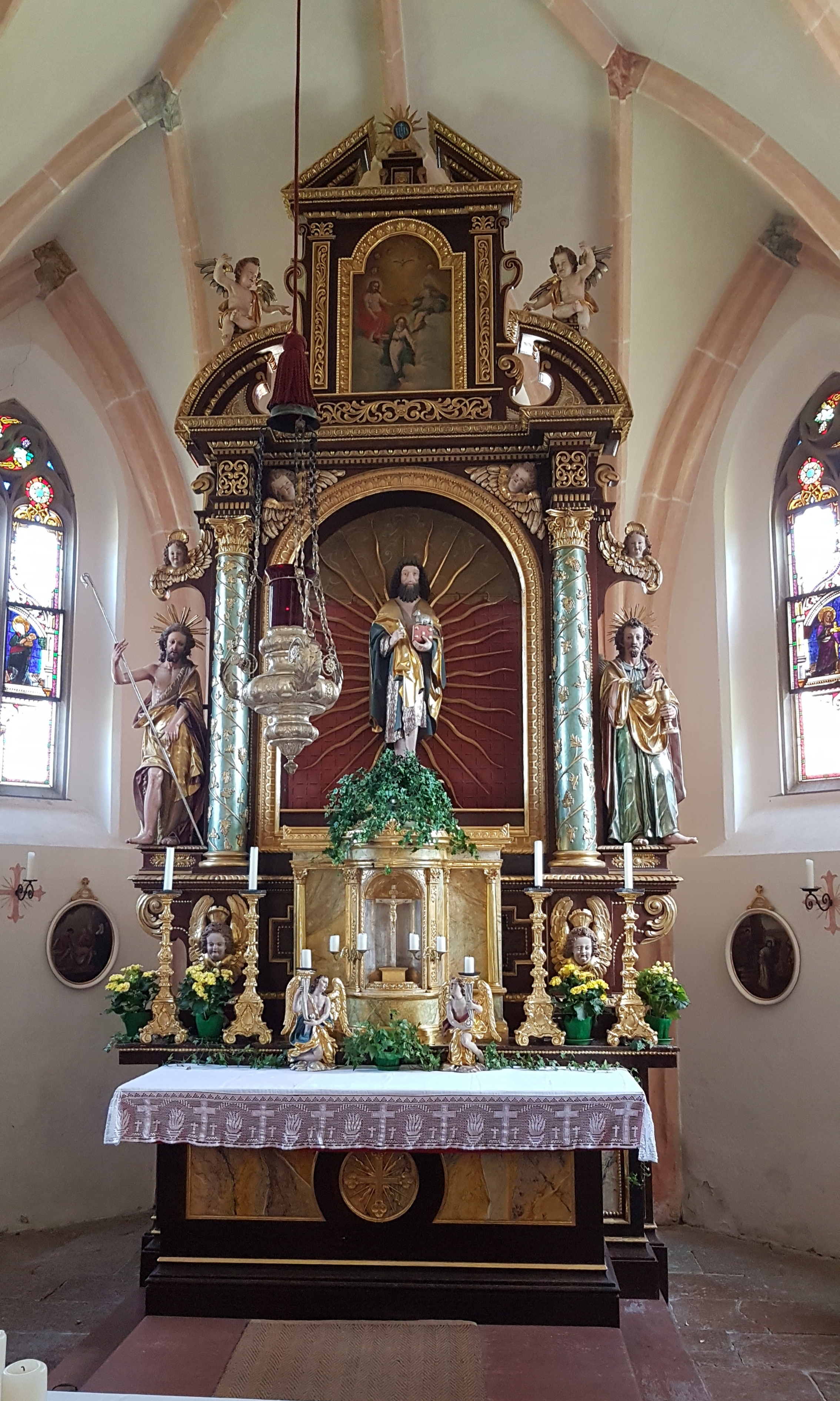
Hochaltar

Innen sind Langhaus und Chor durch einen wenig hervortretenden Chorbogen getrennt und besitzen jeweils ein Netzrippengewölbe mit Schlusssteinen. Der Hochaltar von 1700, mit frühbarocken Zügen, zeigt seit 1953 anstatt des ursprünglichen Altarblatts die spätgotische Figur des Kirchenpatrons (vor 1500). Seitlich sind die Heiligen Johannes Evangelist und Johannes der Täufer dargestellt (jeweils barock). Das Auszugsbild zeigt die Krönung Mariens. Die im Frührokoko entstandenen Seitenaltäre, mit Bandelwerkschnitzerei und mit prächtig gemalten Pflanzenmotivantependien, integrieren in den Mittelnischen die spätgotischen Sitzfiguren der Heiligen Paulus und Urban. Eine sitzende Madonna, umgeben von einem Strahlenkranz, kam als Stiftung 1953 an die Nordwand. Oberhalb des Portals steht die barocke Konsolenfigur des heiligen Andreas. In den Chorfenstern sind Fragmente der gotischen Glasmalereien erhalten.